# Karl von Bodecker
Karl Friedrich Georg von Bodecker (* 29. Januar 1875 in Friedenthal, Kreis Osterode in Ostpreußen; † 20. Oktober 1957 in Bückeburg) war ein deutscher Konteradmiral der Kriegsmarine.

## Herkunft
Seine Eltern waren der Gutspächter Friedrich von Bodecker (1832–1921) und Marie Glomp (1843–1926), Tochter des Pfarrers Martin Glomp und der Doros Hannemann. Bodecker hatte drei Schwestern und zwei Brüder. Sie erhielten zeitgleich 1897 der preußische Adelsanerkennung. Die Brüder Ernst (1871–1916) und Friedrich (1873–1957) unterhielten u. a. Farmen in Afrika.

## Karriere

### Kaiserliche Marine und Erster Weltkrieg
Bodecker trat am 16. April 1894 als Kadett in die Kaiserliche Marine ein. Nach der Grundausbildung auf dem Schulschiff Stosch wurde er am 13. Mai 1895 zum Seekadetten ernannt. Es folgte seine weitere Schiffsausbildung bis zum 14. April 1896 auf dem Schulschiff Moltke und danach theoretische Ausbildung bis zum 30. September 1897 an der Marineschule in Kiel. Ab dem 1. Oktober 1897 tat Bodecker Dienst auf dem Panzerschiff Oldenburg. Am 25. Oktober 1897 wurde er zum Unterleutnant zur See befördert. In der Zeit vom 19. September 1898 bis zum 25. März 1899 war er zunächst Kompanieoffizier im 1. Matrosen-Artilleriebataillon und anschließend Wachoffizier auf dem Schulschiff Moltke. Am 18. Juni 1900 wurde er zum Oberleutnant zur See befördert. Nach Ende der Verwendung auf der Moltke am 25. März 1901, wurde Bodecker Adjutant und Inspektionsoffizier an der Marineschule. Es folgte ein Kommando als Wachoffizier auf dem Küstenpanzerschiff Hildebrand ab dem 30. September 1902. Vom 30. Juli 1903 bis zum 17. September 1903 tat Bodecker kurzzeitig Dienst als Wachoffizier auf dem Küstenpanzerschiff Heimdall und kehrte danach bis zum 23. September 1904 auf Hildebrand zurück. Direkt im Anschluss wurde Bodecker zum Leiter der Marineabteilung in Berlin ernannt, gleichzeitig war er als Dozent an der Oberfeuerwerkerschule. Diese Dienstposten bekleidete er bis zum 30. September 1907. In der Zwischenzeit war er am 21. März 1905 zum Kapitänleutnant befördert worden.
Es folgte eine Dienstzeit vom 1. Oktober 1907 bis zum 28. September 1908 als Zweiter Artillerieoffizier auf dem Großen Kreuzer Roon.
Vom 29. September 1908 bis zum 21. September 1910 war Bodecker Lehrer und Kompaniechef an der Schiffsartillerieschule in Sonderburg. In dieser Zeit führte er kurzzeitig auch den Panzerkreuzer Prinz Heinrich als Kommandant (vom 27. September bis zum 2. Oktober 1909). Es folgten zwei weitere Schiffsverwendungen. Zunächst ab dem 22. September 1910 als Navigationsoffizier auf dem Linienschiff Elsass und dann vom 3. Oktober 1911 bis zum 31. März 1912 als Navigations- bzw. Erster Offizier auf dem Linienschiff Schlesien. In der Zwischenzeit war er am 11. November 1911 zum Korvettenkapitän befördert worden.
Am 10. April 1914 reiste Bodecker mit dem Dampfer Patricia nach Ostasien, wo er am 4. Juni 1914 das Kanonenboot Tiger als Kommandant übernahm. Bei der Mobilmachung zu Beginn des Ersten Weltkriegs wechselte Bodecker am 4. August auf das Kanonenboot Jaguar.
Zusammen mit dem K.u.K. Kreuzer Kaiserin Elisabeth wurde die Jaguar während der Belagerung durch japanische Truppen eingesetzt, beispielsweise beim Beschuss von japanischen Stellungen. Dabei erhielt sie am 4. Oktober einen Volltreffer im Bug. Während dieser Einsätze rettete Bodecker persönlich einen Matrosen aus Seenot, erkrankte daraufhin allerdings und wurde ins Lazarett eingeliefert.
Als die Kapitulation der Stadt nicht mehr abzuwenden war, wurde die Jaguar als letztes Schiff am 7. November 1914 im Hafen von Tsingtau gesprengt. Die Besatzung geriet in japanische Kriegsgefangenschaft und wurde nach Asakusa gebracht und am 7. Sept. 1915 ins Lager Narashino verlegt. Bodecker verblieb im Lazarett und kam mit dem Hauptverwundetentransport am 27. Januar 1915 zunächst in das Lazarett und später in das Lager Osaka. Am 17. Februar 1917 wurde er in das Lager Ninoshima verlegt.

### Reichsmarine
Im Dezember 1919 wurde er entlassen und im Januar 1920 zum Transportführer der deutschen Kriegsgefangenen nach Deutschland bestimmt. Er wurde am 30. Januar mit Patent vom 14. Oktober 1917 zum Fregattenkapitän befördert und erhielt am 5. Februar 1920 den Charakter als Kapitän zur See. Der Transport begann am 28. Januar und erreichte Deutschland am 1. April 1920. Daraufhin wurde Bodecker zunächst kurzzeitig entlassen und am 9. Juli in die Reichsmarine übernommen. Er diente zunächst als Küstenbezirksinspektor in Wilhelmshaven und zeitweise dort auch als Hafenkapitän (9. Februar bis 31. März 1921). Vom 1. April 1921 bis zum 15. August 1921 war er zunächst Stellvertretender Kommandeur, später Kommandeur, des Personalamts der Marinestation der Nordsee. Anschließend folgte vom 20. Februar 1922 bis zum 27. September 1923 eine Verwendung als Leiter der Reichsmarinedienststelle Bremen. Danach stand Bodecker zur Verwendung des Chefs der Marinekommandos und wurde schließlich am 31. Oktober 1923 pensioniert, gleichzeitig wurde ihm der Charakter eines Konteradmirals verliehen.
Nach seiner militärischen Laufbahn war Bodecker zeitweise Leiter der Bremer Reederei Weserlinie. Ab 1929 bis 1937 war er Golfdirektor in Bad Eilsen. 1938 lebte er in Köln, ab 1939 dann in Bückeburg.

### Kriegsmarine
Im Zweiten Weltkrieg stand Bodecker nach der Deutschen Besetzung der Ukraine zunächst z. V. und war ab dem 15. Juli 1941 als Leiter der Bauaufsicht für die Werften Nikolajew, Cherson und Otschakow eingesetzt. Ab dem 1. Dezember 1941 war Bodecker Leiter des Oberwerftstabes Ostland in Reval und Riga. Am 1. Juli 1942 wurde er zum Konteradmiral z. V. befördert und am 28. Februar 1943 aus dem Wehrdienst entlassen. Er lebte danach in Bückeburg, wo er 1957 verstarb.

## Familie
Bodecker heiratete am 28. Juli 1921 Gertrud Hoppenstedt (1888–1969), Tochter des Kaufmanns Georg Friedrich Hoppenstedt und der Anna Bartmann. Das Paar hatte drei Kinder, alle zwischen 1924 und 1927 in Bremen geboren.